# 코르티솔
코르티솔(영어: Cortisol, 하이드로코르티손) 또는 코티졸은 당질 코르티코이드계의 호르몬으로, 부신피질에서 생성된다. 다른 조직에서의 생성량은 적다. 부신피질은 스트레스나 낮은 농도의 혈중 당질 코르티코이드에 반응해 코르티솔을 분비하는데, 혈당을 높이고, 면역 시스템을 저하시키며, 탄수화물, 단백질, 지방의 대사를 돕는 작용을 한다. 코르티솔은 뼈의 생성을 막는 역할을 하기도 한다. 임신 30주와 32주 사이에는 코르티솔 분비가 증가되어 태아의 폐가 완성되는 것을 돕는다. 다양한 형태의 합성 코르티솔은 여러 가지 질환을 치료하는 데 쓰인다. 항염증제로서 각종 염증성ㆍ알레르기 질환 등에도 쓰인다.

## 생성과 분비
코르티솔은 부신피질의 가운데 층에서 생성된다. 코르티코이드의 분비는 뇌의 시상하부에서 조절하는데, 시상하부(Hypothalamic)에서 부신피질자극호르몬 방출호르몬(corticotropin-releasing hormone, CRH)을 뇌하수체(Pituitary)에 보내면, 뇌하수체의 전엽(뇌하수체 앞부분)은 부신피질자극호르몬(adrenocorticotropic hormone, ACTH)을 분비한다. 이 호르몬은 혈액을 타고 부신피질(Adrenal)에 전달되면 부신피질에서는 코르티솔을 비롯한 당질 코르티코이드를 생성한다. 이러한 메커니즘을 HPA 축(또는 LHPA 축)으로 볼때 코르티졸의 증가는 다시 시상하부의 CRH를 분비를 억제하는 부적 피드백을 갖는다.

## 체내에서의 역할
코르티솔은 1. 당생산을 통한 혈당 증가, 2. 면역 시스템 저하, 3. 탄수화물, 단백질, 지방의 대사 촉진을 하는 역할을 한다.
한편 부적절한시차 적응, 우울증 등 지속적이고 반복적인 스트레스 상황으로인한 상대적으로 코르티솔의 높은 수준의 혈중농도는 해마의 기능 활성화를 위축시키는 방향으로 작용한다는 사실이 연구결과로 보고되고있다.

## 같이 보기
- 멜라토닌
- 신경전달물질